# LP 771-095
LP 771-095 is een drievoudige ster met een spectraalklasse van M2.5V, M3.5 en M3.0. De ster bevindt zich 22,39 lichtjaar van de zon.